# Erich Müller (Chemiker)

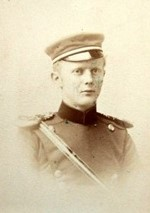
Müller als Ulane und Alt-Elsässer in Straßburg

Erich Max Müller (* 17. Februar 1870 in Chemnitz; † 16. November 1948 in Dresden) war ein deutscher Chemiker. Als Professor für Elektrochemie lehrte er an dem Technischen Hochschulen in Dresden, Stuttgart und Braunschweig.

## Frühe Jahre
Müllers Vater war der Seidenweber und Geh. Kommerzienrat Otto Müller, der von den Kontributionen Frankreichs im Deutsch-Französischen Krieg profitiert hatte und zu einem Vermögen gekommen war. Erich Müller besuchte ab 1876 die Volksschule in Chemnitz, die er aber bald nach dem Umzug der Eltern 1880 nach Seidenberg in der Oberlausitz verließ. Er besuchte in Görlitz das humanistische Augustum-Annen-Gymnasium und bestand Ostern 1890 die Abiturprüfung. Als Einjährig-Freiwilliger beim Schleswig-Holsteinischen Ulanen-Regiment Nr. 15 in Straßburg wurde er am 28. April 1890 Fuchs im Corps Palaio-Alsatia.

## Studienzeit
Erste Erfahrungen in der Chemie konnte Müller in der Färberei der Seidenweberei seines Vaters in Seidenberg  sammeln. Obwohl er auf dem Gymnasium kaum naturwissenschaftlichen Unterricht genoss, sondern das Erlernen der alten Sprachen im Vordergrund stand, studierte er Chemie. In Straßburg war Rudolph Fittig sein erster Lehrer, in Berlin der Schweizer Chemiker Hans Heinrich Landolt, bei dem er 1895 mit einer organisch-chemischen Arbeit zum Dr. phil. promoviert wurde. Am 7. März 1895 wurde er in seinem Regiment zum Leutnant d. R. befördert. 
Nach einer Studienreise durch Frankreich und in die Vereinigten Staaten folgte eine praktische Tätigkeit in einer englischen Färberei. Noch im Jahr seiner Promotion kehrte er zurück, um in der Färberei seines Vaters zu arbeiten. 1897 heiratete er Elisabeth Standfuß, Tochter des Bildhauers Julius Standfuß. Mit ihr hatte er drei Kinder. Der Sohn Erich Albert Müller wurde Physiologe.

## Forschungszeit

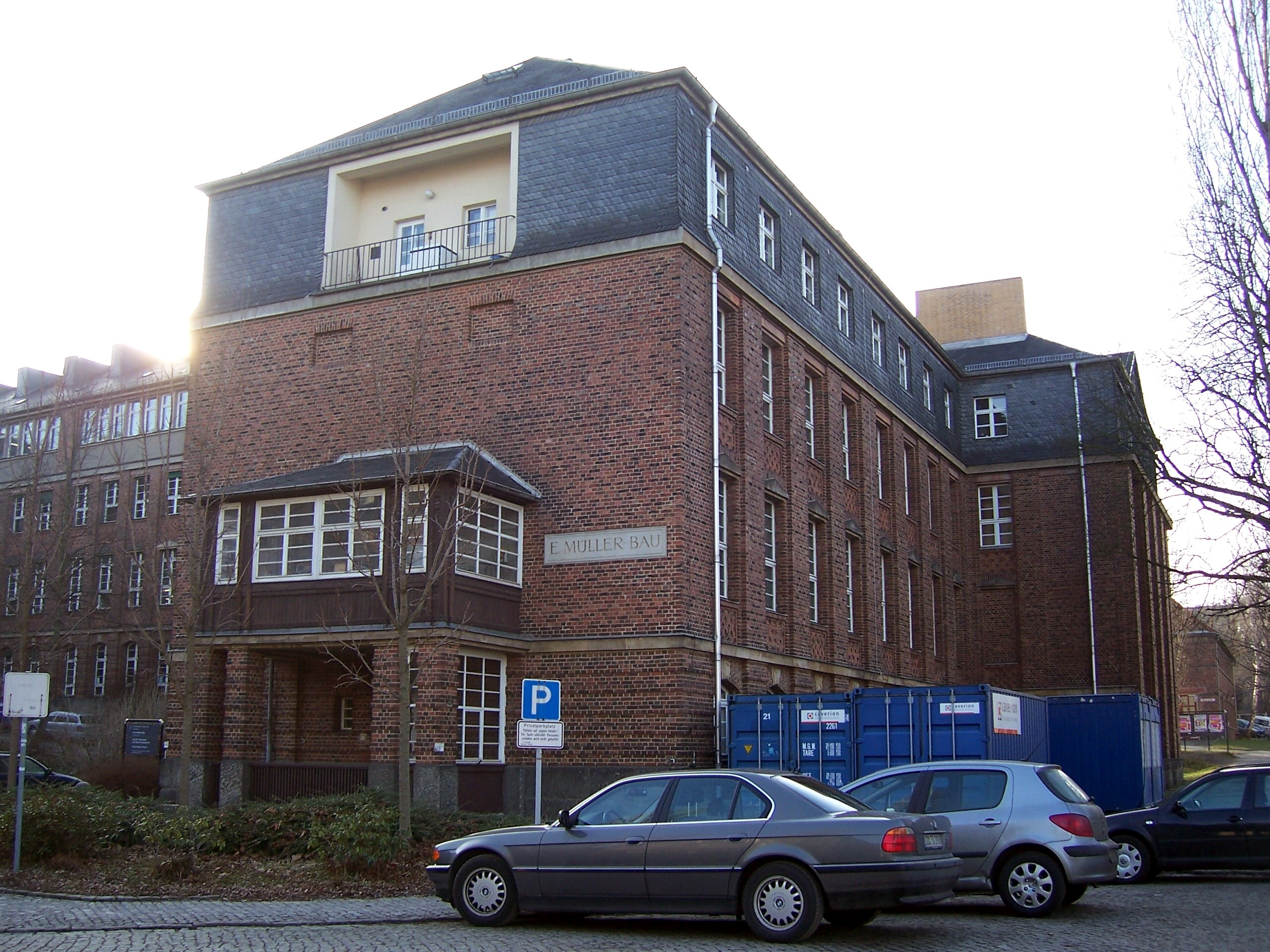
Erich-Müller-Bau der TU Dresden

Im Jahr 1898 wurde er an der Technischen Hochschule Dresden unter der Leitung von Fritz Foerster erstmals auf dem Gebiet der Elektrochemie tätig. Mit einer Arbeit über die Kathodische Polarisation und Depolarisation habilitierte er sich dort am 21. Juli 1900. Im selben Jahr übernahm er das an der Hochschule neu gegründete Institut für Elektrochemie und physikalische Chemie. Im Jahr 1903 wurde er zum außerordentlichen Professor der TH Dresden berufen. Durch seine Veröffentlichungen wurde er auch außerhalb Sachsens bekannt und infolgedessen 1904 als Extraordinarius nach Braunschweig als Nachfolger von Guido Bodländer berufen. Am 22. Juli 1905 wurde er Oberleutnant der Landwehr-Kavallerie ernannt. Auf der Stelle in Braunschweig blieb er nur zwei Jahre. 1906 folgte er dem Ruf der TH Stuttgart auf ihren Lehrstuhl für Elektrochemie. Dort blieb er bis 1912. Während dieser Zeit arbeitete er mit Richard Abegg an einem Handbuch der Chemie, das aber durch Abeggs Tod 1910 nicht fertiggestellt werden konnte. Müller gab darauf seine Ergebnisse über das Element Eisen als eigenes Buch heraus. 
Im Jahr 1912 wurde Walther Hempel, Rektor der TH Dresden, emeritiert und Müllers ehemaliger Vorgesetzter Fritz Foerster rückte an dessen Stelle. Dadurch wurde der freigewordene Lehrstuhl für Elektrochemie Müller angeboten. Dieser nahm, obwohl er zwischenzeitlich selber Rektor der TH Stuttgart geworden war, die Stelle an, konnte diese aber nur bis 1914 wahrnehmen. Anschließend musste er im Ersten Weltkrieg bis 1916 als Rittmeister der Landwehr-Kavallerie eine Munitionskolonne führen. Im Herbst 1916 wurde er aus gesundheitlichen Gründen von der Front an die Stiftung für Kriegstechnische Wissenschaften beim Kriegsministerium in Berlin versetzt. , wo Müller sich mit der Verbesserung militärischer Sprengstoffe befasste. Im Frühjahr 1919 kehrte er an die TH Dresden zurück. Angebotene Gastprofessuren an ausländischen Universitäten lehnte er ab. Im Jahr 1929 wurde er für ein Jahr zum Rektor der TH Dresden ernannt. Die Emeritierung erfolgte am 1. April 1935. Er unterzeichnete im November 1933 das Bekenntnis der deutschen Professoren zu Adolf Hitler. Auch im Ruhestand arbeitete er weiterhin wissenschaftlich; seine letzte Veröffentlichung stammt von 1944. In seiner Zeit als Professor entstanden 166 Dissertationen und Habilitationsarbeiten.  

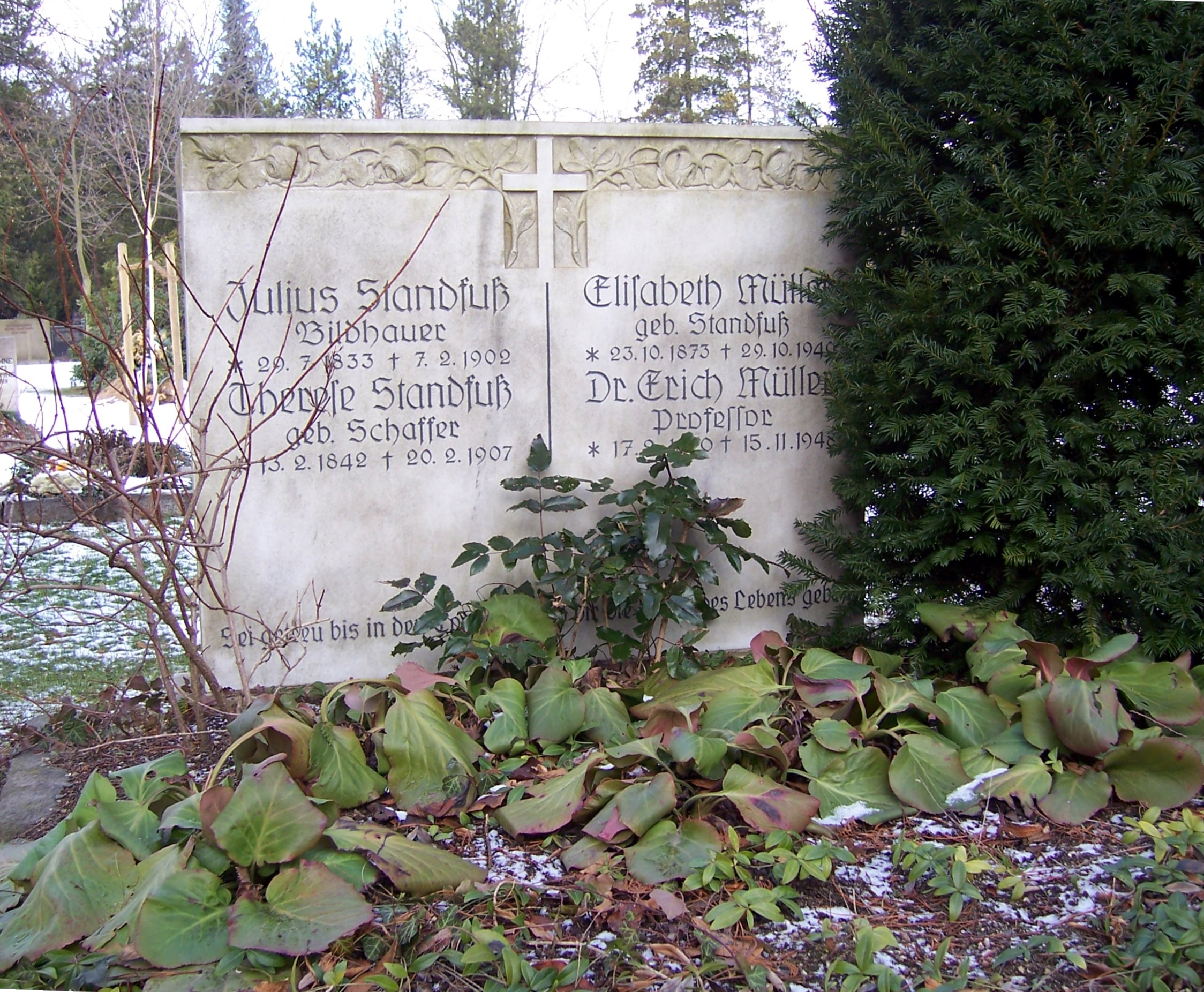
Müllers Grab in Dresden

Sein Grab befindet sich auf dem Johannisfriedhof (Dresden).

## Ehrungen
- Eisernes Kreuz II. Klasse
- Landwehrdienstauszeichnung I. Klasse
- Albrechts-Orden I. Klasse mit der Krone
- Ehrendoktor der TH Stuttgart (1927)
- Wahl in die Deutsche Akademie der Naturforscher Leopoldina (1939)
- Der 1925 eröffnete Neubau des Instituts für Elektrochemie der TH Dresden wurde 1954 in Erich-Müller-Bau umbenannt.[4]